# Ginevra Taddeucci
Ginevra Taddeucci (* 3. Mai 1997 in Florenz) ist eine italienische Schwimmerin, die auf den langen Freistildistanzen und im Freiwasserschwimmen erfolgreich ist. Sie gewann eine olympische Bronzemedaille. Bei Weltmeisterschaften erschwamm sie bis 2024 einmal Gold und einmal Bronze und bei Europameisterschaften einmal Gold und dreimal Silber.

## Sportliche Karriere
Ginevra Taddeucci schwimmt für Fiamme Oro, das Sportteam der Polizia di Stato.
Bei den im Mai 2021 ausgetragenen Europameisterschaften in Budapest belegte Taddeucci den sechsten Platz über 5 Kilometer Freiwasser und den siebten Platz über 10 Kilometer Freiwasser.
Bei den Weltmeisterschaften in Budapest erschwamm die Mixed-Staffel mit Ginevra Taddeucci, Giulia Gabbrielleschi, Domenico Acerenza und Gregorio Paltrinieri Bronze hinter den Deutschen und den Ungarn. Im Einzelwettbewerb wurde Taddeucci Sechste über 5 Kilometer. Zwei Monate später bei den Europameisterschaften in Rom wurde Taddeucci über 10 Kilometer Zweite hinter der Deutschen Leonie Beck. Die Mixed-Staffel mit Rachele Bruni, Ginevra Taddeucci, Gregorio Paltrinieri und Domenico Acerenza siegte vor dem ungarischen Quartett.
2023 bei den Weltmeisterschaften in Fukuoka wurde Taddeucci Sechste über zehn Kilometer. Die Staffel mit Barbara Pozzobon, Ginevra Taddeucci, Domenico Acerenza und Gregorio Paltrinieri siegte vor den Ungarn.
Im Februar 2024 bei den Weltmeisterschaften in Doha erreichte Taddeucci über zehn Kilometer als 22. das Ziel. Im Juni 2024 bei den Europameisterschaften in Belgrad siegte Leonie Beck über fünf Kilometer vor Taddeucci. In der Mixed-Staffel belegten Giulia Gabbrielleschi, Ginevra Taddeucci, Andrea Filadelli und Marcello Guidi den zweiten Platz hinter der ungarischen Staffel. Einen Monat nach den Europameisterschaften fanden die Olympischen Spiele in Paris statt. Taddeucci startete im Becken über 1500 Meter Freistil und verpasste als Elfte der Vorläufe den Finaleinzug um etwa vier Sekunden. Den Wettbewerb über 10 Kilometer Freiwasser gewann die Niederländerin Sharon van Rouwendaal vor der Australierin Moesha Johnson und Ginevra Taddeucci, die Viertplatzierte lag über eine halbe Minute hinter Taddeucci zurück.
Bei den Schwimmweltmeisterschaften 2025 in Singapur gewann Taddeucci zwei Silbermedaillen im 5 km und 10 km Freiwasserschwimmen.